# 잉에 쇠렌센

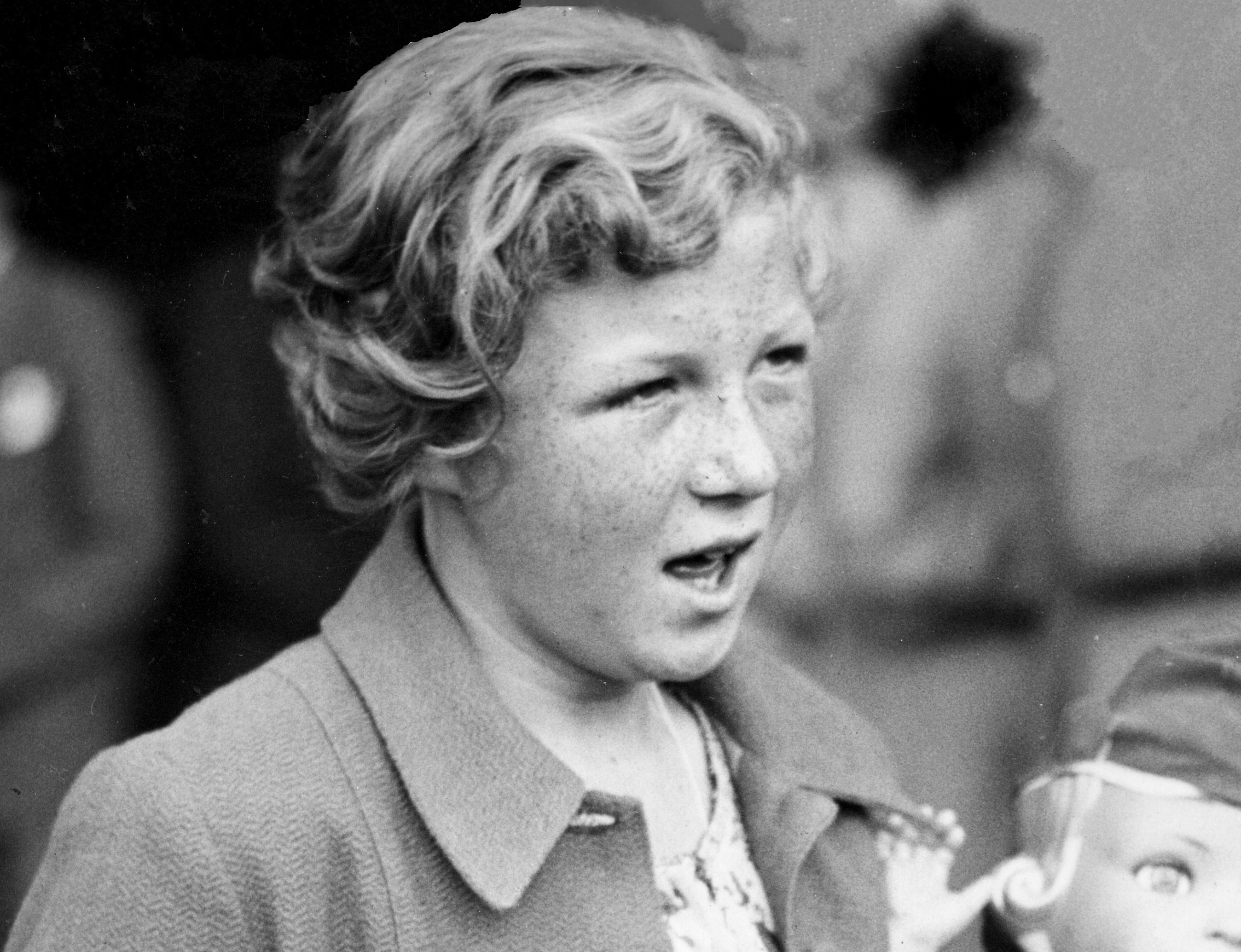
1936년의 잉에 쇠렌센

잉에 쇠렌센(Inge Sørensen, 1924년 7월 18일 – 2011년 3월 9일, "Lille henrivende Inge", "Little Lovely Inge", Inge Tabur)은 덴마크의 수영 선수로, 1936년 베를린 하계 올림픽에서 12세에 평영 200m에서 동메달을 땄다. 이로써 개인 대회 최연소 올림픽 메달리스트가 되었다.
1936년부터 1944년까지 덴마크 챔피언십 9회, 북유럽 챔피언십 2회, 유럽 챔피언십 1회 우승을 차지했다. 평영에서 14개의 덴마크 기록을 세웠다. 또한 400m와 500m 평영에서 세계 기록을 경신했고, 200m 평영에서 3분 미만의 덴마크 여성 수영 선수가 되었다.
수영 경력은 제2차 세계 대전으로 인해 중단되었다. 전쟁 후 덴마크인 엔지니어와 결혼하여 해외로 이주하여 결국 미국에 거주했다.